# María Emilia Riquelme y Zayas
María Emilia Riquelme y Zayas (ur. 5 sierpnia 1847 w Grenadzie, zm. 10 grudnia 1940 tamże) – hiszpańska zakonnica, założycielka Zgromadzenia Misjonarek Najświętszego Sakramentu i Maryi Niepokalanej, błogosławiona Kościoła rzymskokatolickiego. 

## Życiorys
María Emilia Riquelme y Zayas urodziła się jako najstarsze dziecko hiszpańskiego wyższego wojskowego Joaquima Riquelme y Gómez i jego żony Marii Emília Zayas de La Vega, zmarłej na cholerę, gdy przyszła zakonnica miała 7 lat.
Maria Emilia chciała wstąpić do klasztoru, ale sprzeciwił się temu jej ojciec. W związku z tym, za radą swego spowiednika, zajęła się dziełami miłosierdzia. Po śmierci ojca w lutym 1885, powróciła do myśli o klasztorze, tym razem jednak na przeszkodzie stanęło problemy zdrowotne. Uzyskała specjalne pozwolenie papieskie na przechowywanie Najświętszego Sakramentu w domu, w którego sąsiedztwie zbudowała małą kapliczkę. Maria Emilia opracowała statuty nowego zakonu – Zgromadzenia Misjonarek Najświętszego Sakramentu i Maryi Niepokalanej. Zgromadzenie to zostało zatwierdzone przez papieża Piusa X w 1921 roku. Maria Emilia zmarła 10 grudnia 1940 w jednym z domów swojego zgromadzenia w Grenadzie. 
Utworzone przez nią zgromadzenie zajmuje się działalnością charytatywną oraz oświatowo-wychowawczą. Domy zakonne zgromadzenia znajdują się m.in. w Meksyku, Boliwii, Brazylii, USA, Angoli i na Filipinach.
Na Mszy beatyfikacyjnej, celebrowanej przez kardynała Giovanni Angelo Becciu w dniu 9 listopada 2019 w Grenadzie, był obecny Nelson Yepes, którego uzdrowienie zostało uznane za cud konieczny do wyniesienia Marii Emilii na ołtarze.